# Что знает Оливия?
«Оливия Киттеридж» (англ. Olive Kitteridge) или «Что знает Оливия?» — четырёхсерийный мини-сериал HBO, снятый Лизой Холоденко по одноимённому роману Элизабет Страут. В картине описывается двадцатипятилетний период истории жизни Оливии Киттеридж — бывшей школьной учительницы, живущей со своим мужем Генри и сыном Кристофером в вымышленном городе Кросби, в штате Мэн, где и проходили съёмки. Роли Оливии и Генри Китерридж исполнили Фрэнсис Макдорманд и Ричард Дженкинс, в картине также участвовали Зои Казан в роли Дениз Тибодо и Билл Мюррей в роли Джека Кеннисона.
Каждая из четырёх серий мини-сериала отображает определённый момент времени в романе. Хронометраж каждого эпизода составляет примерно один час, премьера первых двух — Pharmacy и Incoming Tide — состоялась вечером 2 ноября 2014 года в США на канале HBO, а A Different Road и Security были показаны следующим вечером, 3 ноября.  Сериал был положительно встречен критиками и получил ряд наград и номинаций, в частности номинации на «Эмми» и «Золотой глобус». На 67-й церемонии вручения Прайм-тайм премии «Эмми» в 2015 году сериал победил в восьми номинациях.

## Сюжет
В сериале пунктирно описываются события жизни Оливии Киттеридж и её мужа Генри от зрелого возраста до старости, а также их непростые отношения с сыном Кристофером.

## В ролях
- Фрэнсис Макдорманд — Оливия (Олив) Киттеридж
- Ричард Дженкинс — Генри Киттеридж
- Зои Казан — Дениз Тибодо
- Розмари Деуитт — Рэйчел Коулсон
- Марта Уэйнрайт — Анджела О’Мира
- Джон Галлахер младший — Кристофер Киттеридж
- Девин Друид — Кристофер Киттеридж (в 13 лет)
- Джон Маллен — Кевин Коулсон (в 13 лет)
- Кори Майкл Смит — Кевин Коулсон
- Энн Дауд — Бонни Ньютон
- Джесси Племонс — Джерри Маккарти
- Билл Мюррей — Джек Кэннисон
- Питер Маллан — Джим О’Кейси
- Рэйчел Броснахэн — Пэтти Хоу
- Брэди Корбет — Генри Тибодо
- Марианн Урбано — Линда Кеннисон
- Либби Уинтерс — Сюзанн
- Патриция Кэлембер — Джойс
- Одри Мари Андерсон — Энн
- Донна Минтчелл — Луиз Ларкин
- Фрэнк Ридли — мистер Тибодо

## Реакция
Картина получила в основном положительные отзывы от критиков, в частности за сценарий, работу оператора, режиссуру, а также за игру Фрэнсис Макдорманд, Ричарда Дженкинса и Джона Галлахера младшего.

## Награды и номинации
| Год  | Награда                                   | Категория                                                                  | Номинант(ы)                                                                | Результат |
| ---- | ----------------------------------------- | -------------------------------------------------------------------------- | -------------------------------------------------------------------------- | --------- |
| 2015 | Премия Американской ассоциации монтажёров | Лучший монтаж мини-сериала или кинофильма, сделанного для телевидения      | Джеффри М. Вернер                                                          | Номинация |
| 2015 | Премия Гильдии режиссёров Америки         | Лучший режиссёр телефильма                                                 | Лиза Холоденко                                                             | Победа    |
| 2015 | Золотой глобус                            | Лучшая женская роль — мини-сериал или телефильм                            | Фрэнсис Макдорманд                                                         | Номинация |
| 2015 | Золотой глобус                            | Лучший мини-сериал или телефильм                                           | Лучший мини-сериал или телефильм                                           | Номинация |
| 2015 | Золотой глобус                            | Лучшая мужская роль второго плана — мини-сериал, телесериал или телефильм  | Билл Мюррей                                                                | Номинация |
| 2015 | Премия «Спутник»                          | Лучшая мужская роль в мини-сериале или телефильме                          | Ричард Дженкинс                                                            | Номинация |
| 2015 | Премия «Спутник»                          | Лучшая женская роль — мини-сериал или телефильм                            | Фрэнсис Макдорманд                                                         | Победа    |
| 2015 | Премия «Спутник»                          | Лучший мини-сериал или телефильм                                           | Лучший мини-сериал или телефильм                                           | Победа    |
| 2015 | Премия «Спутник»                          | Лучшая женская роль второго плана в сериале, мини-сериале или телефильме   | Зои Казан                                                                  | Номинация |
| 2015 | Премия Гильдии киноактёров США            | Лучшая женская роль в телефильме или мини-сериале                          | Фрэнсис Макдорманд                                                         | Победа    |
| 2015 | Премия Гильдии киноактёров США            | Лучшая мужская роль в телефильме или мини-сериале                          | Ричард Дженкинс                                                            | Номинация |
| 2015 | Премия Гильдии сценаристов США            | Лучший адаптированный сценарий                                             | Джейн Андерсон                                                             | Победа    |
| 2015 | Выбор телевизионных критиков              | Лучший мини-сериал или фильм на ТВ                                         | Лучший мини-сериал или фильм на ТВ                                         | Победа    |
| 2015 | Выбор телевизионных критиков              | Лучшая женская роль в мини-сериале или фильме на ТВ                        | Фрэнсис Макдорманд                                                         | Победа    |
| 2015 | Выбор телевизионных критиков              | Лучшая мужская роль в мини-сериале или фильме на ТВ                        | Ричард Дженкинс                                                            | Номинация |
| 2015 | Выбор телевизионных критиков              | Лучшая мужская роль второго плана в мини-сериале или фильме на ТВ          | Билл Мюррей                                                                | Победа    |
| 2015 | Выбор телевизионных критиков              | Лучшая мужская роль второго плана в мини-сериале или фильме на ТВ          | Кори Майкл Смит                                                            | Номинация |
| 2015 | TCA Awards                                | Выдающиеся достижения в телефильме, мини-сериале или драматическом сериале | Выдающиеся достижения в телефильме, мини-сериале или драматическом сериале | Номинация |
| 2015 | Прайм-таймовая премия «Эмми»              | Лучший мини-сериал                                                         | Лучший мини-сериал                                                         | Победа    |
| 2015 | Прайм-таймовая премия «Эмми»              | Лучшая мужская роль в мини-сериале или фильме                              | Ричард Дженкинс                                                            | Победа    |
| 2015 | Прайм-таймовая премия «Эмми»              | Лучшая женская роль в мини-сериале или фильме                              | Фрэнсис Макдорманд                                                         | Победа    |
| 2015 | Прайм-таймовая премия «Эмми»              | Лучшая мужская роль второго плана в мини-сериале или фильме                | Билл Мюррей                                                                | Победа    |
| 2015 | Прайм-таймовая премия «Эмми»              | Лучшая женская роль второго плана в мини-сериале или фильме                | Зои Казан                                                                  | Номинация |
| 2015 | Прайм-таймовая премия «Эмми»              | Лучший режиссёр в мини-сериале, телефильме или драматическом сериале       | Лиза Холоденко                                                             | Победа    |
| 2015 | Прайм-таймовая премия «Эмми»              | Лучший сценарист в мини-сериале, телефильме или драматическом сериале      | Джейн Андерсон                                                             | Победа    |
| 2015 | Прайм-таймовая премия «Эмми»              | Лучший кастинг в мини-сериале, телефильме или драматическом сериале        | Лора Розенталь и Кэролайн Пикман                                           | Победа    |
| 2015 | Прайм-таймовая премия «Эмми»              | Лучшие костюмы в мини-сериале, телефильме или драматическом сериале        | Дженни Иган и Дебби Холбрук                                                | Номинация |
| 2015 | Прайм-таймовая премия «Эмми»              | Лучшие причёски в мини-сериале, телефильме или драматическом сериале       | Сидней Корнелл                                                             | Номинация |
| 2015 | Прайм-таймовая премия «Эмми»              | Лучший дизайн основного заголовка                                          | Гарсон Ю, Синдрелла Пенг, Майкл Лейн Паркс и Алекс Поллини                 | Номинация |
| 2015 | Прайм-таймовая премия «Эмми»              | Лучший грим в мини-сериале или телефильме                                  | Кристьен Тинсли, Джеральд Куист и Лиз Бернстром                            | Номинация |
| 2015 | Прайм-таймовая премия «Эмми»              | Лучший монтаж в мини-сериале или телефильме                                | Джеффри М. Вернер                                                          | Победа    |